# Флавий Магн
Флавий Магн (лат. Flavius Magnus) — западноримский политический деятель середины V века.

## Биография
Магн происходил из Нарбонны и был выходцем из знатной галло-римской семьи. Он был внуком консула 421 года Флавия Юлия Агриколы, который в свою очередь, был потомком того самого Филагрия, от которого происходил император Авит. Это вероятно, если Нимфидий, отец Магна, был братом императора. У Магна был также брат, неизвестный по имении и занимавший должность проконсула.
Магн занимал должность магистра оффиций при Авите между 455 и 456 годом. Его качества и верность империи принесли ему пост префекта преторианской префектуры Галлии по приказу императора Майориана в 458 году (или в конце 45 года). Это был шаг императора к восстановлению связей с галльской аристократией. Венцом карьеры Магна была должность ординарного консула. Магн умер около 475 года.
У него было трое детей: префект претория Галлии и Италии Флавий Магн Феликс, а также Проб и Аранеола Магна. Феликс и Проб были одноклассниками поэта Гая Соллия Сидония Аполлинария. Аранеола вышла замуж за Полемия.